# Лудош (комуна)
Лудош (рум. Ludoș) — комуна у повіті Сібіу в Румунії. До складу комуни входять такі села (дані про населення за 2002 рік):
- Гусу (263 особи)
- Лудош (531 особа) — адміністративний центр комуни

Комуна розташована на відстані 238 км на північний захід від Бухареста, 24 км на північний захід від Сібіу, 97 км на південь від Клуж-Напоки, 136 км на захід від Брашова.

## Населення
За даними перепису населення 2002 року у комуні проживали 794 особи.
Національний склад населення комуни:
| Національність   | Кількість осіб | Відсоток |
| ---------------- | -------------- | -------- |
| румуни           | 725            | 91,3%    |
| цигани           | 36             | 4,5%     |
| німці            | 30             | 3,8%     |
| угорці           | 1              | 0,1%     |
| росіяни-липовани | 1              | 0,1%     |

Рідною мовою назвали:
| Мова      | Кількість осіб | Відсоток |
| --------- | -------------- | -------- |
| румунська | 741            | 93,3%    |
| німецька  | 30             | 3,8%     |
| циганська | 22             | 2,8%     |

Склад населення комуни за віросповіданням:
| Релігія                                       | Кількість осіб | Відсоток |
| --------------------------------------------- | -------------- | -------- |
| православні                                   | 754            | 95,0%    |
| лютерани (Синодально-пресвітеріанська церква) | 31             | 3,9%     |
| адвентисти                                    | 6              | 0,8%     |
| римо-католики                                 | 2              | 0,3%     |
| п'ятдесятники                                 | 1              | 0,1%     |